# Nesocryptias adamsoni
Nesocryptias adamsoni är en insektsart som beskrevs av Robert L. Usinger och Ashlock 1959. Nesocryptias adamsoni ingår i släktet Nesocryptias och familjen fröskinnbaggar. Inga underarter finns listade i Catalogue of Life.